# Pułk Strażnika Koronnego
Pułk Strażnika Koronnego - oddział jazdy Armii Koronnej.

## Struktura organizacyjna
Pancerni
- jedna chorągiew – 150 koni
- jedna chorągiew – 120 koni
- trzy chorągwie po 100 koni
- jedna chorągiew – 70 koni

Jazda lekka
- jedna chorągiew  160 koni

Razem w pułku: 7 chorągwi; 800 koni